# Eaton Square

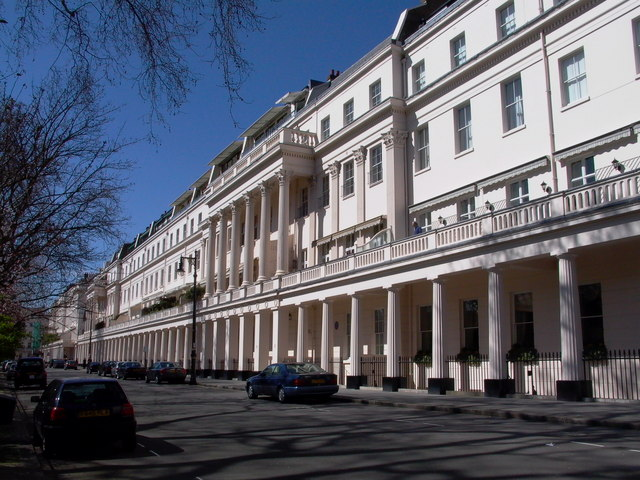
Eaton Square

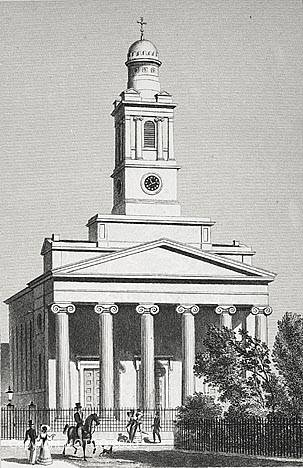
St Peter's, gebouwd door Henry Hakewill in 1827

Eaton Square is een beroemd langwerpig plein in de Britse hoofdstad Londen. Het plein bevindt zich in de wijk (district) Belgravia. Eaton Square wordt vooral bewoond door particulieren, terwijl aan het andere beroemde plein in Belgravia, het enkele honderden meters meer noordwestelijk gelegen vierkante Belgrave Square, vooral kantoren staan, onder meer de ambassades van Bahrein, Duitsland, Noorwegen, Portugal, Syrië en Turkije.
Eaton Square werd aangelegd op grond van de familie Grosvenor en werd genoemd naar hun landhuis in Cheshire. Het plein is ongeveer 500 meter lang op 100 meter breed en wordt in de lengterichting door midden gedeeld door de King's Road. Ook wordt het plein door twee straten gedwarst, hierdoor is de groene zone centraal op het plein opgedeeld in zes percelen. Rond het plein staat grote huizen die alle tussen 1826 en 1855 werden gebouwd. 
Het oudste gebouw is de St Peter's, een anglicaanse kerk die in 1827 voltooid werd. Daarna werden de huizen aan de zuidkant gebouwd door Seth Smith (8-23 in 1830, 24-48 daarna). Charles Freake bouwde in de jaren 1840 het blok 63-66. Thomas en Lewis Cubitt bouwden 67-71, 73-82, 83-102 en 103-118, waar nu de Belgische ambassade is. De lagere nummers werden pas rond 1850 gebouwd. Bijna alle huizen zijn nu opgedeeld in appartementen.

## Bewoners
Tot de bekendste bewoners van huizen aan het plein horen:
- Nr. 1: George FitzClarence (oudste buitenechtelijke zoon van Willem IV)
- Nr. 17: Neville Chamberlain
- Nr. 37: Klemens von Metternich (1848-1851?), Joachim von Ribbentrop (vanaf 1936)
- Nr. 54: Vivien Leigh en Laurence Olivier deelden een flat
- Nr. 54: Stanley Baldwin
- Nr. 86: Sir Augustus Clifford (1788-1877), zoon van William Cavendish

Tijdens de Slag om Engeland woonde de Nederlandse koningin Wilhelmina op Eaton Square 82. Omdat de situatie te gevaarlijk werd – ze bracht een aantal nachten door in een schuilkelder – verhuisde ze naar Stubbings House, waar ze tot begin 1944 zou blijven wonen. Op nummer 82 was daarna de Nederlandse Centrale Inlichtingendienst (CID) gestationeerd. Ook hebben verschillende Engelandvaarders daar onderdak gevonden, onder meer Rudy Burgwal, Sietse Rienksma en Kees Waardenburg.
De Belgische regering in ballingschap vestigde zich voor de duur van de bezetting in Eaton Square 105, vlak bij de Belgische ambassade op Belgrave Square. Er waren ook bureaus op Eaton Place.